# Чешмекьой
 Тази статия е за селото в Молдова.  За селото в Турция вижте Чешмекьой (вилает Лозенград).  
Чешмекьой (на румънски: Cişmichioi) е село в автономния район Гагаузия в южна Молдова. Населението му е около 5050 души (2004).
Разположено е на 30 m надморска височина в Черноморската низина, на границата с Украйна и на 16 km южно от град Вулкънещ. Селото е основано през 1809 година от гагаузки преселници от Балканите.
След поражението на Русия в Кримската война селото става част от Молдова и остава в границите на Румъния до 1879 година.

## Известни личности
Родени в Чешмекьой
- Иван Вулпе (1876 – 1929), оперен певец